# De Idioten
De Idioten was een humoristisch televisieprogramma op VIER waarin een Bekende Vlaming zich iets afvroeg wat die zelf niet durfde uit te zoeken, waarna twee idioten (Pedro Elias en Sarah Vandeursen) op zoek gingen naar een antwoord.
Op 10 september werd de eerste aflevering van Geubels en de Idioten uitgezonden. Dit eerste seizoen was te zien op donderdagavond en werd gepresenteerd door Philippe Geubels. Die werd voor het tweede seizoen vervangen door verschillende BV's, waardoor de naam werd ingekort tot De Idioten.

## Gastpresentatoren (seizoen 2)
| Afl. | Uitzenddatum      | Gastpresentator        |
| ---- | ----------------- | ---------------------- |
| 1    | 8 september 2016  | Tom Waes               |
| 2    | 15 september 2016 | Erik Van Looy          |
| 3    | 22 september 2016 | De Madammen            |
| 4    | 29 september 2016 | Bent Van Looy          |
| 5    | 6 oktober 2016    | Jelle De Beule         |
| 6    | 13 oktober 2016   | Élodie Ouédraogo       |
| 7    | 27 oktober 2016   | Herman Brusselmans     |
| 8    | 3 november 2016   | Karen Damen            |
| 9    | 10 november 2016  | (compilatieaflevering) |